# Sarba (Liban)
Pour les articles homonymes, voir Sarba.
Sarba - en arabe : صربا - est une commune du Liban située dans la caza du Kesrouan (gouvernorat du Mont-Liban), rattachée à la mairie de Jounieh